# L'Un
L'Un désigne chez Plotin, philosophe gréco-romain de l'Antiquité tardive, et ses successeurs, le principe premier dont toute chose existante dérive. L'unité transcendante est la propriété que possède tout être sinon il ne serait pas. L'Un ne peut être principe premier que s'il est « au-delà de l'Être ». Cette vision, partagée par les néoplatoniciens, qui fait de l'Un un principe premier, s'oppose à celle d'Aristote pour qui « l'Un n'est rien d'autre que l'Être ». 
Le concept d'« Un » chez Plotin, n'est pas à confondre avec ceux d'Absolu, de principe premier, de Cause première ou d'unicité que l'on trouve dans les religions monothéistes. Parce qu'il est une puissance immense, il contient toutes ces notions et est capable de tout engendrer, il prend aussi le nom de Bien.

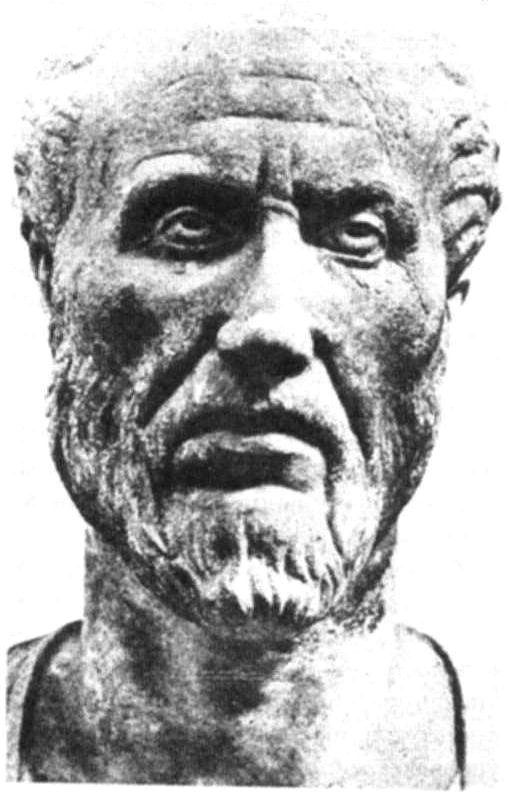
Plotin, philosophe de l'Un.

L'hénologie désigne l'étude de l'Un.

## Historique
Historiquement, cette notion prend tout son essor, en philosophie, à partir du néoplatonisme de Plotin au milieu du IIIe siècle. Grammaticalement, le mot « un » est ici employé comme substantif et avec majuscule : Un, comme Dieu ou Être. Le mot s'oppose principalement à Multiple (dès Platon) et entre dans la liste des transcendantaux (avec Être, Bien, Vrai, Beau... qui sont au-delà des catégories et peuvent se convertir : Un = Bien = Beau). C'est l'Un-Dieu, l'Un-principe, mesure suprême.
On peut le distinguer de la « Monade (μονάς), unité numérique », et « l'unité numérique résulte de ce que la matière est Une » (Aristote, Métaphysique, Delta/V, 6) ; le point est indivisible, la ligne n'est divisible qu'en un sens, la surface en deux, le volume en trois (longueur, largeur, profondeur). Il y a un lien entre l'Un-principe et l'Un-monade, puisque l'un est mesure, unité de mesure, mesure des nombres, puisque le domaine des nombres vaut comme modèle de mesure (Aristote, Métaphysique, Delta, 6 ; N, 1). Cela dit, il faut se souvenir que chez les penseurs de l'Antiquité grecque, un n'est pas un nombre, car, pour eux, la notion de nombre suppose la multiplicité ; pour les pythagoriciens (Nicomaque de Gerasa) et Plutarque, « un est à la fois pair et impair », il est « hermaphrodite » (grec ancien : ἀρρενόθηλυ, arsenothêlu). 
Euclide donne ces définitions dans les définitions de ses Éléments, livre VII : 

« 1. L’unité est ce selon quoi chacune des choses existantes est dite une. 2. Un nombre est un assemblage composé d’unités. »

On peut opposer Un-principe, métaphysique, et Un-genre, Unité, notion logique, que chacun accepte. Parler de l'Un est très idéaliste, alors que chercher l'unité est simplement rationnel.
La science de l'Un (ἕν) s'appelle l'hénologie comme la science de l'Être se nomme l'ontologie. Ces deux disciplines philosophiques sont liées, puisqu'un et être sont convertibles : tout ce qui a de l'être a de l'unité, tout ce qui a de l'unité a de l'être. L’un et l’être sont réciproques (Unum et ens convertuntur). Leibniz dit : « Ce qui n’est pas véritablement un être n’est pas non plus véritablement un être. On a toujours cru que l'un et l'être sont des choses réciproques » (Correspondance avec Arnauld, avril 1687).
Chez les philosophes grecs, la notion d'unité prend son importance à partir de Xénophane de Colophon, vers 540 av. J.-C. Platon en témoigne : « La gent éléatique, issue de Xénophane et de plus haut encore, ne voit qu'unité dans ce qu'on appelle le Tout » (Le Sophiste, 242 d). Xénophane parle d'« un seul Dieu » (fragment 23).

### Pythagorisme
Chez les Pythagoriciens (dès Philolaos, vers 400 av. J.-C.), l'Un est la Monade, l'unité originaire dont dérive la série des nombres, la Décade ou ensemble des dix premiers nombres entiers. Mais l'Un est à la fois principe et élément, car il dérive des deux « principes premiers », la Limite et l'Illimité. Cosmogoniquement, les deux principes (Limite et Illimité) engendrent l'Un (qui est à la fois impair et pair), qui engendre les nombres (soit impairs soit pairs). Plus tard, les Mémoires pythagoriques, du IIe s. av. J.-C., disent :

« Le principe de toutes choses est la Monade ; de la Monade dérive la Dyade indéfinie, pour jouer le rôle de matière sous-jacente à la Monade qui est la cause active ; de la Monade et de la Dyade indéfinie dérivent les nombres, des nombres les points, de ceux-ci les lignes, de celles-ci les figures planes, des plans les solides, des solides les corps sensibles [objets des sens], de qui les Éléments sont au nombre de quatre — feu, eau, terre, air. »

— trad. André-Jean Festugière

« Archytas et Philolaos usent indifféremment des termes 'un' et 'monade' »

— Théon de Smyrne, Exposé des connaissances mathématiques utiles à la lecture de Platon.
Chez les pythagoriciens comme Alcméon de Crotone, l'Un n'est plus premier. Selon J.-P. Dumont, il faut alors établir l'ordre suivant : 1) Principes (Limite et Illimité) ; 2) Éléments : impair et pair ; 3) l'Un, mélange ; 4) le nombre (et par conséquent le Ciel, qui est nombre, ainsi que tous les êtres qu'il enveloppe). Selon Aristote, « le nombre est, pour les pythagoriciens, principe…, les éléments du nombre sont le pair et l'impair, celui-ci étant limité et celui-là illimité ; l'Un procède de ces deux éléments, puisqu'il est à la fois pair et impair ; le nombre procède de l'Un et le Ciel, en sa totalité, est nombre » (Métaphysique, A, 5).

### Platonisme
Euclide de Mégare, disciple de Socrate, identifie, avant Platon, l'Un et le Bien. Dans son célèbre poème, Parménide, Platon quant à lui, parle de l'Être en des termes qui laissent fortement suspecter une identification à l'Un, fait d'autant plus plausible en raison de ce qui suit.
Platon, dans La République identifie l'Un et le Bien, principes de toute existence et de toute connaissance, dont la beauté transcende toute expression ; l'Idée de Bien, c'est Dieu. L'Un est au-dessus de l'Être,. Dans le dialogue du Parménide, l'Un est le principe d'unité sous-jacent à la multiplicité des Idées et des phénomènes. Platon envisage trois hypothèses :
- Hypothèse 1. L'Un, c'est l'Un, il échappe à l'être et à la connaissance comme à la parole[11] : il ne peut pas être quelque chose de plus qu'Un, car alors il serait multiple, et de ce fait il n'est même pas. Cet Un absolu, qui ne participe pas à la substance des choses, a particulièrement fasciné les néoplatoniciens.
- Hypothèse 2. L'Un, il est, c'est l'être[12], il est donc multiple, il accepte tous les contraires, mais il est connaissable et on peut tout en dire.
- Hypothèse 3. L'Un est et n'est pas [13], il change, il est instant.

Dans son Parménide, dans une première hypothèse, Platon présente un Un qui est supérieur à toute distinction, à toute attribution, de sorte qu'on ne peut même pas dire qu'il existe. Dans une deuxième hypothèse, il montre un Un qui est pure multiplicité, puisque c'est un Un qui est, et qu'il faut admettre qu'entre l'Idée d'Un et l'idée d'être il y a une communication et, s'il y a une pareille communication, il faut encore une communication entre cette communication et chacune des deux Idées, ainsi à l'infini. Platon nie chacune de ces deux hypothèses, il pose l'idée d'une unité qui est unité de multiplicités, ce qui justifie sa théorie des Idées, car une Idée, une Forme, est une totalité qui englobe des particularités. C'est alors l'Un-Multiple.
Dans sa doctrine non écrite Platon pose deux « principes premiers », deux genres suprêmes éternellement opposés : l'Un et la Dyade indéfinie, dont l'interaction engendre les Idées et les Nombres. L'Un et la Dyade ne sont pas des nombres, mais sources des nombres : « c'est à partir de cet Un que le nombre idéal est engendré », « la Dyade indéfinie est génératrice de la quantité ». Il y a dualisme entre les principes, Monade et Dyade. L'Un est l'Idée du Bien, il se situe au-delà de l'être, il est Limite (la notion est positive, chez les Grecs). Il est genre suprême, mesure des nombres, condition d'où dérive tout être, cause de la vérité et source d'excellence (vertu). À l'autre bout, « la Dyade indéfinie du Grand et du Petit » est altérité, inégalité, dissemblance, mouvement.
Pour Speusippe, qui nie les Idées de Platon et les remplace par les Nombres selon le pythagorisme, l'Un est le principe premier, au-dessus de l'être, il se distingue de la Monade, principe des nombres. Speusippe fait dériver le point de l'Un (puis, comme Platon, du deux : la ligne, du trois : le plan, du quatre : le volume.

### Aristotélisme
Aristote (Métaphysique, Delta/V, chap. 6), rejette les Idées de Platon, dont l'Un, si abstrait chez Platon et qui en réalité se dit « en plusieurs sens » : « l'unité n'est pas la même dans tous les genres » (en musique, grammaire…). L'unité est soit accidentelle (quand, par ex., on parle de « Coriscos instruit », en réunissant « Coriscos » et « Instruction ») soit essentielle et par soi. Aristote admet quatre modes de l'unité : le continuum matériel (par ex. un fagot), un même substrat primordial ou dernier (par ex. l'eau, indivisible), un genre commun à plusieurs espèces (par ex. animal pour cheval, homme, chien), enfin une définition essentielle et invariable (par ex. pour « surface », car elle a « toujours longueur et largeur »). Les critères varient. Le critère éminent est la division impossible ; le critère courant est la chose en commun ; le critère primordial est la substance identique ; un autre critère est la forme une (par ex. pour une chaussure, dont les diverses parties sont posées dans un ordre). Aristote liste les modes de l'un : « Il y a l'Un sous chacun de ces modes : le Même, c'est ce dont la substance est une ; le Semblable, c'est ce dont la qualité est une ; l'Égal, c'est ce dont la quantité est une » (Métaphysique, Delta, 15, 1021 a).

### Néopythagorisme
Eudore d'Alexandrie, fondateur à Alexandrie, vers 40 av. J.-C., ou 25 apr. J.-C., du néopythagorisme, pose un principe fondateur, absolument transcendant, et ensuite une paire d'opposés qui en découlent :
- La Monade (Limite, Forme)
- La Dyade (Illimité, Matière), constituant le second Un.

Tandis que la Dyade est l'archétype de la matière, la Monade est celui des Idées, qui intègrent le Logos, dont l'action sur la matière réalise l'univers. De cette succession de l'Un suprême, de l'Un composé de Monade et de Dyade et du Logos comme unité d'une multiplicité, se manifestent trois dieux ordonnés selon une hiérarchie, et dont les premières traces sont perceptibles dans les trois premières hypothèses du Parménide de Platon ainsi que dans la lettre II du pseudo-Platon. La conception d'Eudore d'Alexandrie est rapportée vers 535 par Simplicios de Cilicie dans son Commentaire sur la “Physique” d'Aristote, 181. 
Moderatus de Gadès, philosophe néopythagoricien et platonicien actif vers 90 de notre ère, annonce aussi Plotin, car il place l'Un au-dessus des Formes.

« Le premier Un est au-dessus de l'Être (to einai) et de toute essence (ousia). Le deuxième Un, l'Être vrai et intelligible, ce sont les Formes. Le troisième, ou Un psychique, participe au [premier] Un et aux Formes. Ensuite le dernier degré de la nature, ce sont les choses sensibles, qui ne participent pas au degré de plus élevé [de la réalité] mais sont ordonnées par leur reflexion ou manifestation. La matière dans les choses sensibles est une ombre du Non-Être, dont la forme primitive est la Quantité (poson). »

### Néoplatonisme
Numénios d'Apamée (vers 155) : 

« Le premier Dieu [le premier Un] ne fait aucune œuvre et il est vraiment Roi, tandis que le Dieu qui gouverne tout, en parcourant le ciel, n’est que Démiurge [le deuxième Un]. C’est pourquoi nous participons à l’Intelligence (to noêton) quand elle descend et se communique à tous les êtres [le Troisième Un, comme Âme du monde ou cosmos ou étincelles de Dieu ?] qui peuvent la recevoir. »

Plotin, entre 254 et 270, dans ses Ennéades, contre Numénius, pense que l'Un transcende l'Intellect. Il suppose trois hypostases, principes divins : l'Un, l'Intellect, l'Âme. L'Un est le Bien, unité absolue et plénitude. De lui découle tout être, mais aussi toute beauté. « La lumière est inséparablement liée au Soleil, d'une manière analogue l'être ne peut pas non plus être séparé de sa source : l'Un. » Parce que l'Un est l'unité absolue, un accès vers lui plus direct est impossible. « Aucun nom ne lui convient, pourtant, puisqu'il faut le nommer, il convient de l'appeler l'Un, mais non pas en ce sens qu'il soit une chose qui a ensuite l'attribut de l'un » (Ennéades, VI, 9, 5). L'Un s'écoule à cause de sa surabondance, comme rayonnement, émanation. De là naît d'abord l'Esprit, l'Intellect (Noûs), qui représente la sphère des Idées, c'est-à-dire des archétypes éternels de toutes choses. Puis vient, troisième hypostase après l'Un et l'Intellect : l'Âme, qui, comme Âme du monde, contient toutes les âmes individuelles. L'ascension de l’âme humaine vers l'Un est envisagée par Plotin comme un processus de simplification (ἅπλωσις, dit Plotin) ou d'unification qui s’obtient par une purification généralisée, par la catharsis. L'impulsion en est l'amour de la Beauté et de l'Un originels. L'Un de Plotin correspond au premier Un du Parménide (137-142) et du livre VI de La République de Platon ; l'Intellect correspond au Un multiple de la deuxième hypothèse de Platon (142-155) ou au Démiurge du Timée ; l'Âme correspond au Un à la fois un et multiple de la troisième hypothèse du Parménide de Platon (155-157) (Ennéades, traité 10 : V.1, § 8 : « Sur les trois hypostases qui ont rang de principes »). Plotin puise aussi dans la Lettre II (312 e) attribuée à Platon (« Autour du roi de toutes choses se trouvent toutes choses […] Autour du second se trouvent les choses de second rang ; et autour du troisième les choses du troisième rang. »)
Les néoplatoniciens pythagorisants (comme Syrianos, Nicomaque de Gerasa, Jamblique) ont assimilé l'Un à la Monade. 
Jamblique (250-330) radicalise Plotin. « Il estime la notion de cause d'universelle procession et celle de source de détermination universelle incompatibles avec le principe de l'absolue transcendance de l'Un. Ainsi, pour surmonter l'incohérence, il sépare l'Un de l'ineffable. Ce dernier est le « principe absolument indicible », principe unique du tout, au-dessus des êtres réellement êtres et des principes universels, source et fondement de tout. L'Un lui est subordonné. Au deuxième rang après l'Ineffable, il est parfaitement indéterminé, au-delà de l'être et de l'unité même. Défini comme Un absolu, Un pur ou Un-tout, il a la fonction de cause présubsistante de l'être. Déjà Plotin avait attribué cette fonction à l'Un, car celui-ci produit le noûs-noêton, c'est-à-dire l'être et la multiplicité des formes. »
Proclus (412-485) fait tout dériver et revenir à l'Un. « Toute pluralité participe à l'Un sous quelque mode » (Éléments de théologie, § 1). L'Un est Être, Vie, Esprit.

## La métaphysique de l'Un
« Si l'on peut dire de chaque chose qu'elle « est », c'est grâce à l'unité et aussi à l'identique » écrit Plotin dans les Ennéades, rapporte Étienne Gilson. On doit à l'« Un », l'unification de la multiplicité dont est constituée toute chose. S'il existe quelque chose libre de toute multiplicité à unifier c'est l'« Un » lui-même, principe de toute unité et par conséquent de tout être. Dans cette métaphysique engendrant l' « être », l'« Un » est aussi condition de l'intelligibilité de tout ce qui « est ». Voici résumé l'exposé d'Étienne Gilson sur la métaphysique de l'Un.

### La transcendance de l'Un
- L'Un n'est pas l'être, pour la raison même que tout être, étant une certaine unité particulière  il n'est pas l'« Un en soi ».
- N'étant rien (pas un être), l'Un est inexprimable.
- Toute pensée prétendant le saisir en ferait immédiatement un être, l'Un ne peut donc être pensé. En effet la réalité la plus simple de toute, ne peut se penser soi-même car si elle le pouvait en tant que connaissant et connu elle aurait un être multiple.
- Pour autant l'Un est la cause de ce qui pense et par conséquent la cause de ce qui est.

### Être et penser: une même chose
La pensée qui circonscrit par la définition une forme intelligible engendre un objet dont on peut dire qu'il est parce qu'il est pensable. L'« Un » transcende la pensée comme il transcende l'être. Les choses qui viennent de l'« Un » sont comme autant de fragments virtuels du premier principe. L'être fixé dans des formes stables constituent l'ensemble des intelligibles. Pris ensemble ils constituent la totalité de l'être et équivalemment l'Intelligence, première hypostatique dans le système de Plotin.

## Judaïsme
(19 octobre 2020).
- Si vous ne connaissez pas le sujet, laissez ce bandeau (vous pouvez alors contacter les auteurs).
- Si vous supprimez le contenu mis en cause (vous pouvez préalablement contacter les auteurs),

argumentez précisément cette suppression dans la page de discussion
(un manque de référence n'est pas un argument ; une recherche réelle de référence doit avoir été effectuée, être formellement documentée).
L'unité de Dieu est l'une des choses les plus importantes dans le judaïsme. Elle consiste à penser non seulement que Dieu est le seul à être Dieu, mais que c'est particulièrement son infinitude, non pas en tant qu'étendue matérielle, mais en tant qu'intériorité causale interminable, qui fait de Lui la Cause Première de toute chose et l'Un par définition que personne ne peut être lui.
De manière étonnante, les idées de Plotin en ce qui concerne l'âme, à savoir cette sorte de liaison entre les basses parties, le corps, l'âme et l'intellect et enfin Dieu, sont des concepts très proches voire identiques à ceux de la Kabbale qui considère que l'âme est en fait liée à plusieurs autres parties, la partie basse étant Nefesh (pulsion du corps et donc corps en soi), la Neshama qui pourrait être considérée comme étant l'intellect, et Dieu lui-même qui est le père de l'esprit lié à toutes ces parties.

## L'Un chez les mystiques chrétiens
(19 octobre 2020).
- Si vous ne connaissez pas le sujet, laissez ce bandeau (vous pouvez alors contacter les auteurs).
- Si vous supprimez le contenu mis en cause (vous pouvez préalablement contacter les auteurs),

argumentez précisément cette suppression dans la page de discussion
(un manque de référence n'est pas un argument ; une recherche réelle de référence doit avoir été effectuée, être formellement documentée).
La théologie mystique du Pseudo-Denys l'Aréopagite (vers 490, en Syrie) conserve l'idée d'Un au-delà de l'essence mais il l'infléchit dans un sens chrétien : « Toute affirmation reste en deçà de la Cause unique et parfaite de toutes choses, car toute négation demeure en deçà de la transcendance de Celui qui est simplement dépouillé de tout et qui se situe au-delà du Tout »(Théologie mystique, trad. Maurice de Gandillac, 1943, p. 184). Le pseudo-Denys défend la fameuse proposition selon laquelle « tout être est super-être en Dieu » (en latin esse omnium est superesse divinitas) (Hiérarchie céleste, IV, 1). Or cela peut s'entendre de deux façons : soit au sens panthéiste où « Dieu est le même que les choses », soit au sens catholique, défendu par Bernard de Clairvaux, où « Dieu est l'être causal des choses ».
| L'Un                                               | L'Un                      |
| -------------------------------------------------- | ------------------------- |
| Les Séraphins Les Chérubins Les Trônes             | HIÉRARCHIE CÉLESTE        |
| Les Dominations Les Autorités Les Puissances       | HIÉRARCHIE CÉLESTE        |
| Les Principautés Les Archanges Les Anges           | HIÉRARCHIE CÉLESTE        |
| L'Évêque Le Prêtre Le Diacre                       | HIÉRARCHIE ECCLÉSIASTIQUE |
| Les Moines Les Chrétiens baptisés Les Catéchumènes | HIÉRARCHIE ECCLÉSIASTIQUE |

Le grand théoricien de la mystique de l'Un est, dans le christianisme, Maître Eckhart (vers 1260-1327). Il distingue la déité et Dieu. La déité, l'Un, c'est l'essence divine absolue, isolée, au-dessus de tout nom, de tout rapport, et dont nous ne pouvons rien affirmer, sinon qu'elle est unité. On ne peut donc en parler qu'en termes de théologie négative : la déité n'est pas ceci... Dieu, au contraire, c'est la déité en tant qu'elle entre en rapport. Pour certains commentateurs, il y aurait deux Eckhart, celui pour qui Dieu est l’Être et celui pour qui Dieu est l’Un, d'autres (comme Hervé Pasqua) tiennent Eckhart pour néoplatonicien.